# Periscepsia z-fuscum
Periscepsia z-fuscum là một loài ruồi trong họ Tachinidae.